# Ильфельд (Тюрингия)
Ильфельд (нем. Ilfeld) — община в Германии, в земле Тюрингия. 
Входит в состав района Нордхаузен. Подчиняется управлению Хонштайн/Зюдхарц.  Население составляет 2954 человека (на 31 декабря 2010 года). Занимает площадь 62,33 км².